# Patrick Sercu
Patrick Sercu (Roeselare, 27 de junio de 1944-Roeselare, 19 de abril de 2019) fue un deportista belga que compitió en ciclismo en las modalidades de pista, especialista en las pruebas de velocidad individual y contrarreloj, y ruta.
Participó en los Juegos Olímpicos de Tokio 1964, obteniendo una medalla de oro en la prueba del kilómetro contrarreloj y el quinto lugar en velocidad individual. Ganó cinco medallas en el Campeonato Mundial de Ciclismo en Pista entre los años 1963 y 1969.
En ruta consiguió la victoria en trece etapas del Giro de Italia y en seis etapas del Tour de France, incluyendo el maillot verde de la clasificación por puntos del Tour de Francia 1974.

## Biografía
Hijo de otro afamado ciclista, Albert Sercu, fue profesional de 1965 a 1983 y compaginó la pista con la ruta. Obtuvo 88 victorias en las carreras de Seis Días. Fue campeón olímpico del kilómetro contrarreloj en los Juegos Olímpicos de Tokio 1964 y campeón mundial de velocidad en 1963, 1967 y 1969.
Tras su retirada de la competición, fue el director del velódromo de Gante y organizador de los Seis Días de Gante. Su hijo Christophe dirige el equipo Flanders-Baloise desde 2011.

## Medallero internacional
| Juegos Olímpicos   | Juegos Olímpicos         | Juegos Olímpicos | Juegos Olímpicos         |
| Año                | Lugar                    | Medalla          | Competición              |
| ------------------ | ------------------------ | ---------------- | ------------------------ |
| 1964               | Tokio (Japón)            | Medalla de oro   | 1 km contrarreloj        |
| Campeonato Mundial |                          |                  |                          |
| Año                | Lugar                    | Medalla          | Competición              |
| 1963               | Rocourt (Bélgica)        | Medalla de oro   | Velocidad individual (A) |
| 1965               | San Sebastián (España)   | Medalla de plata | Velocidad individual (P) |
| 1967               | Ámsterdam (Países Bajos) | Medalla de oro   | Velocidad individual (P) |
| 1968               | Roma (Italia)            | Medalla de plata | Velocidad individual (P) |
| 1969               | Amberes (Bélgica)        | Medalla de oro   | Velocidad individual (P) |

## Palmarés

### Carretera
| 1969 - 1 etapa de la Tirreno-Adriático 1970 - 1 etapa del Giro de Italia - Giro de Cerdeña, más 1 etapa - 1 etapa de la Tirreno-Adriático 1971 - 2 etapas del Giro de Italia - 1 etapa del Tour de Romandía - 1 etapa del Giro de Cerdeña 1972 - Campeonato de Flandes - Circuito de Houtland - 1 etapa del Giro de Cerdeña - 1 etapa de la Tirreno-Adriático 1973 - 1 etapa del Giro de Italia - 1 etapa del Giro di Puglia - Sassari-Cagliari - Elfstedenronde 1974 - 3 etapas del Tour de Francia, y clasificación por puntos - 3 etapas del Giro de Italia - Bruxelles-Ingooigem - Circuito de las Ardenas Flamencas– Ichtegem - 3 etapas del Giro de Cerdeña - De Kustpijl Heist | 1975 - 3 etapas del Giro de Italia - 1 etapa del Giro de Cerdeña - 1 etapa de la Tirreno-Adriático - 2 etapas del Tour de Romandía - Circuito de las Ardenas Flamencas– Ichtegem 1976 - 1 etapa del Giro de Cerdeña - 1 etapa del Giro di Puglia - 3 etapas del Giro de Italia 1977 - Kuurne-Bruselas-Kuurne - 2 etapas del Giro de Cerdeña - 4 etapas del Dauphiné Libéré - 2 etapas de la París-Niza - 2 etapas del Tour del Mediterráneo - 3 etapas del Tour de Francia 1978 - 1 etapa de la Vuelta a Bélgica 1979 - 1 etapa de la Vuelta a Alemania |

### Pista
| 1964 - Campeonato Olímpico del Kilómetro 1965 - Campeón de Europa en omnium - 2.º en el Campeonato del Mundo de velocidad - 1.º en los Seis días de Gante (con Eddy Merckx) 1966 - Campeonato de Bélgica en omnium - Campeonato de Bélgica en madison (con Eddy Merckx) - 1.º en los Seis días de Frankfurt (con Klaus Bugdahl) 1967 - Campeonato del Mundo de velocidad - Campeón de Europa en omnium - Campeonato de Bélgica de velocidad - Campeonato de Bélgica en omnium - Campeonato de Bélgica en madison (con Eddy Merckx) - 1.º en los Seis días de Charleroi (con Ferdinand Bracke) - 1.º en los Seis días de Colonia (con Klaus Bugdahl) - 1.º en los Seis días de Gante (con Eddy Merckx) - 1.º en los Seis días de Montreal (con Emile Severeyns) - 1.º en los Seis días de Münster (con Klaus Bugdahl) 1968 - Campeón de Europa en omnium - Campeón de Europa en Madison (con Peter Post) - Campeonato de Bélgica de velocidad - Campeonato de Bélgica en omnium - Campeonato de Bélgica en madison (con Eddy Merckx) - 2.º en el Campeonato del Mundo de velocidad - 3.º en el Campeonato de Europa en Madison (con Klaus Bugdahl) - 1.º en los Seis días de Dortmund (con Rudi Altig) - 1.º en los Seis días de Frankfurt (con Rudi Altig) - 1.º en los Seis días de Londres (con Peter Post) - 1.º en los Seis días de Róterdam (con Peter Post) 1969 - Campeonato del Mundo de velocidad - Campeón de Europa en Madison (con Eddy Merckx) - Campeón de Europa en omnium - Campeonato de Bélgica de velocidad - Campeonato de Bélgica en madison (con Rik Van Looy) - 1.º en los Seis días de Amberes (con Peter Post y Rik Van Looy) - 1.º en los Seis días de Bremen (con Peter Post) - 1.º en los Seis días de Charleroi (con Norbert Seeuws) - 1.º en los Seis días de Dortmund (con Peter Post) - 1.º en los Seis días de Frankfurt (con Peter Post) - 1.º en los Seis días de Londres (con Peter Post) 1970 - Campeón de Europa en Madison (con Eddy Merckx) - Campeón de Europa en omnium - Campeonato de Bélgica en madison (con Norbert Seeuws) - 1.º en los Seis días de Bremen (con Peter Post) - 1.º en los Seis días de Colonia (con Peter Post) - 1.º en los Seis días de Gante (con Jean-Pierre Monseré) - 1.º en los Seis días de Londres (con Peter Post) 1971 - Campeón de Europa en omnium - Campeonato de Bélgica en omnium - Campeonato de Bélgica en madison (con Jean-Pierre Monseré) - 3.º en el Campeonato de Europa en Madison (con Graeme Gilmore) - 1.º en los Seis días de Berlín (con Peter Post) - 1.º en los Seis días de Frankfurt (con Peter Post) - 1.º en los Seis días de Gante (con Roger De Vlaeminck) - 1.º en los Seis días de Londres (con Peter Post) - 1.º en los Seis días de Róterdam (con Peter Post) 1972 - Campeón de Europa en omnium - Campeonato de Bélgica en omnium - Campeonato de Bélgica en madison (con Roger De Vlaeminck) - 2.º en el Campeonato de Europa en madison (con Julien Stevens) - 1.º en los Seis días de Dortmund (con Alain Van Lancker) - 1.º en los Seis días de Gante (con Julien Stevens) - 1.º en los Seis días de Londres (con Tony Gowland) 1973 - Campeón de Europa en omnium - Campeonato de Bélgica en madison (con Julien Stevens) - 1.º en los Seis días de Colonia (con Alain Van Lancker) - 1.º en los Seis días de Dortmund (con Eddy Merckx) - 1.º en los Seis días de Gante (con Graeme Gilmore) - 1.º en los Seis días de Grenoble (con Eddy Merckx) - 1.º en los Seis días de Milán (con Julien Stevens) 1974 - Campeonato de Bélgica en omnium - Campeonato de Bélgica en madison (con Eddy Merckx) - 1.º en los Seis días de Amberes (con Eddy Merckx) - 1.º en los Seis días de Dortmund (con René Pijnen) - 1.º en los Seis días de Londres (con René Pijnen) | 1975 - Campeón de Europa en Madison (con René Pijnen) - Campeón de Europa en omnium - Campeonato de Bélgica en madison (con Eddy Merckx) - 1.º en los Seis días de Amberes (con Eddy Merckx) - 1.º en los Seis días de Berlín (con Dietrich Thurau) - 1.º en los Seis días de Bremen (con René Pijnen) - 1.º en los Seis días de Gante (con Eddy Merckx) - 1.º en los Seis días de Grenoble (con Eddy Merckx) - 1.º en los Seis días de Zúrich (con Günter Haritz) 1976 - Campeón de Europa en omnium - Campeonato de Bélgica en omnium - Campeonato de Bélgica en madison (con Eddy Merckx) - Campeonato de Bélgica tras moto - 1.º en los Seis días de Amberes (con Eddy Merckx) - 1.º en los Seis días de Dortmund (con Freddy Maertens) - 1.º en los Seis días de Maastricht (con Graeme Gilmore) - 1.º en los Seis días de Milán (con Francesco Moser) - 1.º en los Seis días de Róterdam (con Eddy Merckx) 1977 - Campeón de Europa en omnium - Campeón de Europa tras moto - Campeón de Europa de Derny - Campeonato de Bélgica en omnium - Campeonato de Bélgica en madison (con Ferdi Van Den Haute) - 3.º en el Campeonato de Europa en Madison (con Klaus Bugdahl) - 1.º en los Seis días de Amberes (con Freddy Maertens) - 1.º en los Seis días de Berlín (con Eddy Merckx) - 1.º en los Seis días de Copenhague (con Ole Ritter) - 1.º en los Seis días de Gante (con Eddy Merckx) - 1.º en los Seis días de Londres (con René Pijnen) - 1.º en los Seis días de Maastricht (con Eddy Merckx) - 1.º en los Seis días de Múnich (con Eddy Merckx) - 1.º en los Seis días de Zúrich (con Eddy Merckx) 1978 - Campeón de Europa en Madison (con Eddy Merckx) - Campeonato de Bélgica en omnium - 1.º en los Seis días de Berlín (con Dietrich Thurau) - 1.º en los Seis días de Frankfurt (con Dietrich Thurau) - 1.º en los Seis días de Gante (con Gerrie Knetemann) - 1.º en los Seis días de Grenoble (con Dietrich Thurau) - 1.º en los Seis días de Múnich (con Gregor Braun) 1979 - Campeón de Europa en Madison (con Gregor Braun) - Campeonato de Bélgica en omnium - 2.º en el Campeonato de Europa tras moto - 2.º en el Campeonato de Europa en omnium - 1.º en los Seis días de Berlín (con Dietrich Thurau) - 1.º en los Seis días de Colonia (con Gregor Braun) - 1.º en los Seis días de Dortmund (con Dietrich Thurau) - 1.º en los Seis días de Londres (con Albert Fritz) - 1.º en los Seis días de Múnich (con Dietrich Thurau) - 1.º en los Seis días de Róterdam (con Albert Fritz) - 1.º en los Seis días de Zúrich (con Albert Fritz) - 1.º en los Seis días de Hannover (con Albert Fritz) 1980 - Campeón de Europa en omnium - 2.º en el Campeonato de Europa tras moto - 3.º en el Campeonato de Europa en Madison (con Dietrich Thurau) - 1.º en los Seis días de Berlín (con Gregor Braun) - 1.º en los Seis días de Bremen (con Albert Fritz) - 1.º en los Seis días de Copenhague (con Albert Fritz) - 1.º en los Seis días de Dortmund (con Gregor Braun) - 1.º en los Seis días de Gante (con Albert Fritz) - 1.º en los Seis días de Herning (con Gert Frank) - 1.º en los Seis días de Milán (con Giuseppe Saronni) 1981 - 2.º en el Campeonato de Bélgica a los puntos - 3.º en el Campeonato de Europa en omnium - 1.º en los Seis días de Colonia (con Albert Fritz) - 1.º en los Seis días de Copenhague (con Albert Fritz) - 1.º en los Seis días de Gante (con Gert Frank) - 1.º en los Seis días de Grenoble (con Urs Freuler) - 1.º en los Seis días de Milán (con Francesco Moser) 1982 - Campeonato de Bélgica en omnium - 1.º en los Seis días de Berlín (con Maurizio Bidinost) - 1.º en los Seis días de Amberes (con Roger De Vlaeminck) - 1.º en los Seis días de Copenhague (con René Pijnen) - 1.º en los Seis días de Múnich (con René Pijnen) - 1.º en los Seis días de Róterdam (con René Pijnen) 1983 - Campeón de Europa en Madison (con René Pijnen) - 1.º en los Seis días de Róterdam (con René Pijnen) - 1.º en los Seis días de Copenhague (con Gert Frank) |

## Resultados

### Grandes Vueltas
| Carrera         | 1965 | 1966 | 1967 | 1968 | 1969 | 1970 | 1971 | 1972 | 1973 | 1974 | 1975 | 1976 | 1977 | 1978 | 1979 | 1980 |
| --------------- | ---- | ---- | ---- | ---- | ---- | ---- | ---- | ---- | ---- | ---- | ---- | ---- | ---- | ---- | ---- | ---- |
| Giro de Italia  | —    | —    | —    | —    | —    | 90.º | 69.º | Ab.  | 97.º | Ab.  | 67.º | Ab.  | —    | —    | —    | —    |
| Tour de Francia | —    | —    | —    | —    | —    | —    | —    | —    | —    | 89.º | —    | —    | Ab.  | —    | —    | —    |
| Vuelta a España | —    | —    | —    | —    | —    | —    | —    | —    | —    | —    | —    | —    | —    | —    | —    | —    |

| —: No participó | Ab: Abandono |

### Clásicas, Campeonatos y JJ. OO.
| Carrera                | Carrera                | 1965 | 1966 | 1967 | 1968 | 1969 | 1970 | 1971 | 1972 | 1973 | 1974  | 1975 | 1976 | 1977 | 1978 | 1979 | 1980 |
| ---------------------- | ---------------------- | ---- | ---- | ---- | ---- | ---- | ---- | ---- | ---- | ---- | ----- | ---- | ---- | ---- | ---- | ---- | ---- |
| Omloop Het Nieuwsblad  | Omloop Het Nieuwsblad  | —    | —    | —    | —    | 5.º  | —    | —    | —    | —    | 2.º   | 2.º  | 3.º  | 7.º  | —    | —    | —    |
| Kuurne-Bruselas-Kuurne | Kuurne-Bruselas-Kuurne | —    | —    | —    | —    | 10.º | —    | —    | —    | —    | —     | —    | 9.º  | 1.º  | —    | —    | —    |
|                        | Milan San Remo         | —    | —    | —    | —    | 11.º | —    | 31.º | 27.º | 5.º  | 117.º | 11.º | 7.º  | 8.º  | —    | —    | —    |
| A través de Flandes    | A través de Flandes    | —    | —    | —    | —    | —    | —    | —    | —    | —    | —     | —    | —    | 6.º  | —    | —    | —    |
| E3 Harelbeke           | E3 Harelbeke           | —    | —    | —    | —    | —    | —    | —    | —    | 6.º  | —     | —    | —    | 2.º  | —    | —    | —    |
| Gante-Wevelgem         | Gante-Wevelgem         | —    | —    | —    | —    | 9.º  | 5.º  | —    | 49.º | —    | 20.º  | —    | —    | —    | —    | —    | —    |
|                        | Tour de Flandes        | —    | —    | —    | —    | —    | 7.º  | 46.º | 12.º | 9.º  | 8.º   | —    | —    | —    | —    | —    | —    |
|                        | París-Roubaix          | —    | —    | —    | —    | 8.º  | 18.º | —    | —    | —    | —     | —    | —    | —    | —    | —    | —    |
| Flecha Brabanzona      | Flecha Brabanzona      | —    | —    | —    | —    | 7.º  | —    | —    | —    | —    | —     | 4.º  | —    | —    | —    | —    | —    |
| Flecha Valona          | Flecha Valona          | —    | —    | —    | —    | 15.º | —    | —    | —    | —    | —     | —    | —    | —    | —    | —    | —    |
| París-Tours            | París-Tours            | —    | —    | —    | —    | —    | —    | —    | 11.º | —    | —     | —    | —    | —    | —    | —    | —    |
| Mundial en Ruta        | Mundial en Ruta        | —    | —    | —    | —    | —    | —    | —    | —    | —    | Ab.   | —    | —    | —    | —    | —    | —    |
| Bélgica en Ruta        | Bélgica en Ruta        | —    | —    | —    | —    | —    | —    | —    | —    | —    | 5.º   | —    | —    | —    | —    | —    | —    |

| —: No participó | Ab: Abandono |